# Cargelli
Cargelli, pseudoniem van Carl Gellings (Rotterdam, 6 maart 1930 – Couze, 7 juni 2015), was een Nederlands modeontwerper.

## Biografie
Cargelli is een zoon van de Duits-Nederlandse edelsmid en keramist Karl Gellings (1892-1959). Hij studeerde in 1952 af aan de Rotterdamse Kunstacademie als modeontwerper. In datzelfde jaar opende hij zijn couturehuis onder de naam Cargelli. In deze begintijd ontwierp hij tevens kostuums voor theatergezelschap De Rotterdamse Comedie. Ook kleedde hij bekende Nederlanders als Karin Kraaykamp en Kitty Janssen. Cargelli was vooral bekend en actief in Rotterdam.
Het modehuis Cargelli bestond van 1953 tot 1974. In deze 22 jaar gaf hij 88 modeshows op diverse locaties in Rotterdam. Zijn vrouw Catharina was een van de mannequins, zij hielp Cargelli daarnaast ook met het vervaardigen van borduursels op japonnen.
Na de sluiting van zijn couturehuis in 1974 ging Cargelli aan de slag als mode- en tekendocent aan de Vrije Academie (Den Haag). Van 1979 tot 1992 was hij directeur van de Vrije Academie in Rotterdam.
Op latere leeftijd woonde Cargelli in Frankrijk.

### Huiskamer
Cargelli produceerde zijn collecties in hoog tempo. Hij hield zo'n vier modeshows per jaar, waar vaak wel 100 modellen aan meeliepen. Veel van deze modeshows vonden plaats in zijn eigen woonkamer voor vaste klanten.

## Stijl
Cargelli's stijl is theatraal en extravagant met felle kleuren en veel glitter. In de jaren vijftig kwam dit hem op veel kritiek te staan. De pers had meer waardering voor zijn rustigere modellen. Naast zijn eigen ontwerpen voor zijn couturehuis verzorgde Cargelli ook bedrijfskleding voor onder andere de Rotterdamse Euromast en Esso.

## Tentoonstellingen
- Onder andere Museum Rotterdam en het Centraal Museum in Utrecht hebben diverse stukken van Cargelli in hun kostuumcollectie.
- Cargelli - Museum Rotterdam, februari t/m april 2010, Rotterdam.